# Albert Vayssière
Pour les articles homonymes, voir Vayssière.
Albert Vayssière (8 juillet 1854 – 13 janvier 1942), de son nom complet Albert Jean Baptiste Marie Vayssière, est un zoologiste français spécialisé dans l'étude des mollusques opisthobranches et en entomologie.

## Biographie
Albert Vayssière est un ancien élève puis professeur du lycée Thiers de Marseille. Il participe aux voyages d'exploration organisés par Albert Ier de Monaco.[citation nécessaire] Il est nommé directeur du Muséum d'histoire naturelle de Marseille en 1915 puis directeur de la station marine d'Endoume de 1921 à 1924.
Il est l'ami de Jean-Henri Fabre, et le père de Paul Vayssière, botaniste et agronome. [citation nécessaire]

## Œuvres
- Mollusques de la France et des régions voisines (1913) volume 1